# PeÅ Holmquist
PeÅ Holmquist, egentligen Per Åke Holmquist, född 29 januari 1947 i Kristianstad, är en svensk dokumentärfilmare och filmfotograf.
Holmquist utbildades på Christer Strömholms fotoskola och Sveriges Televisions filmutbildning. Han var ordförande i The European Documentary Network 1995–1999. Han är professor i dokumentärfilm vid Dramatiska Institutet.
Hans filmer har belönats med flera priser, däribland en Guldbagge 1989 i kategorin bästa film för Tillbaka till Ararat, Monismanienpriset 1993 och en Golden Dove vid filmfestivalen i Leipzig 2003 för Min far – inspektörn.
Han var 1980–1988 gift med Bitte Alling-Ode och är numera gift med Suzanne Khardalian.

## Filmografi

### Roller
- 2003 – Min far - inspektörn
- 2007 – Byhövdingen och jag

### Övrigt
- 19?? – På okänd mark - regi
- 197? – Den långa kedjan - regi
- 1971 – Arbetare i EEC - regi
- 1973 – Alarm - regi
- 1973 – Bryt - ögat rinner - regi
- 1973 – På tisdag vaknar vi upp till framtiden - regi
- 1975 – Bojkott - regi
- 1978 – Dom som sår skall skörda - regi
- 1979 – Jerusalem - stad utan gräns - regi
- 1979 – Två byar i Galiléen - regi
- 1980 – Kvällen före dagen efter - regi
- 1982 – Till minne av Dan - regi
- 1983 – Förödelsens tre dagar i Rashediyeh - regi
- 1983 – Svenska bölder - regi
- 1984 – Gaza Ghetto - regi, manus och musik
- 1985 – I Portugal finns drömmen kvar - regi
- 1988 – Tillbaka till Ararat - regi, manus och producent
- 1990 – Kom igen Gaby! - regi och manus
- 1991 – Göm dig Angela! - regi
- 1993 – På osäker mark - regi
- 1996 – Lejonet från Gaza - regi och producent
- 1997 – Hennes armeniske prins - regi och producent
- 2000 – Från opium till krysantemum - regi och producent
- 2001 – Ord och sten - Gaza 2000 - regi, manus och producent
- 2002 – Var finns min seger? - regi och producent
- 2002 – The New Flowers of Beijing - producent
- 2003 – Min far – inspektörn - regi
- 2005 – Bullshit - regi och producent
- 2005 – Jag hatar hundar! - regi och producent
- 2007 – Byhövdingen och jag - regi, manus och producent
- 2008 – Unge Freud i Gaza - regi och manus
- 2011 – Farmors tatueringar - foto och producent
- 2012 – Next Door Letters - producent
- 2014 – Camelen - regi och producent